# Кременчуцька виправна колонія
Кременчуцька виправна колонія (№ 69) — виправна колонія суворого режиму неподалік від Кременчука.

## Історія
10 травня 1962 року згідно з наказом МВС УРСР № 0134 організовано контрагентську виправно-трудову колонію з метою трудового використання засуджених на експлуатації Малокохнівського гранітного кар'єру та будівництві об'єктів Полтавського раднаргоспу з плановим наповненням 550 чол. Близько 250 поселенців працювали у три зміни на кар'єрі, інша частина — на будівництві основної огорожі, житлового будинку для співробітників і дороги.
1965 року у зв'язку з припиненням роботи в кар'єрі розпочалося залучення засуджених до праці на Кременчуцькому автозаводі, очисних спорудах, деревообробному заводі, меблевому та м'ясокомбінаті.
У період з 1978 по 1991 роки розбудовувалися виробничі площі колонії. Засуджені працювали в три зміни, виробляючи продукцію для Кременчуцького автозаводу, заводу дорожніх машин, вагонного заводу, заводу литва та штамповок, взуттєвої фабрики Полтави, радіозаводу Світловодська, заводу залізобетонних шпал тощо. Було налагоджено виробництво власної продукції. Одним з основних видів був деревообробний круглопильний верстат Ц6-2.

## Опис
На території установи діє православна церква великомученика цілителя Пантелеймона. Відкрито Кременчуцький навчальний центр для професійного навчання засуджених за робітничими спеціальностями.
Поновлено загальне освітнє навчання засуджених, виділено та належним чином обладнано навчальні класи.
Засуджені залучаються до праці з урахуванням виробничих потужностей підприємства установи.
Виробництво зорієнтоване на виготовлення продукції та надання послуг промислового характеру під конкретні замовлення та договірні зобов'язання.